# Trypanaeus sulcipygus
Trypanaeus sulcipygus är en skalbaggsart som beskrevs av Sylvain Auguste de Marseul 1870. Trypanaeus sulcipygus ingår i släktet Trypanaeus och familjen stumpbaggar. Inga underarter finns listade i Catalogue of Life.